# Nikołaj Czernych
| Odkryte planetoidy: 537  | Odkryte planetoidy: 537 |
| ------------------------ | ----------------------- |
| (1796) Riga              | 16 maja 1966            |
| (1836) Komarov           | 26 lipca 1971           |
| (1907) Rudneva           | 11 września 1972        |
| (1908) Pobeda            | 11 września 1972        |
| (2004) Lexell            | 22 września 1973        |
| (2006) Polonskaya        | 22 września 1973        |
| (2036) Sheragul          | 22 września 1973        |
| (2113) Ehrdni            | 11 września 1972        |
| (2123) Vltava            | 22 września 1973        |
| (2149) Schwambraniya     | 22 marca 1977           |
| (2164) Lyalya            | 11 września 1972        |
| (2178) Kazakhstania      | 11 września 1972        |
| (2190) Coubertin         | 2 kwietnia 1976         |
| (2206) Gabrova           | 1 kwietnia 1976         |
| (2207) Antenor           | 19 sierpnia 1977        |
| (2208) Pushkin           | 22 sierpnia 1977        |
| (2222) Lermontov         | 19 września 1977        |
| (2228) Soyuz-Apollo      | 19 lipca 1977           |
| (2238) Steshenko         | 11 września 1972        |
| (2251) Tikhov            | 19 września 1977        |
| (2254) Requiem           | 19 sierpnia 1977        |
| (2269) Efremiana         | 2 maja 1976             |
| (2286) Fesenkov          | 14 lipca 1977           |
| (2287) Kalmykia          | 22 sierpnia 1977        |
| (2293) Guernica          | 13 marca 1977           |
| (2294) Andronikov        | 14 sierpnia 1977        |
| (2295) Matusovskij       | 19 sierpnia 1977        |
| (2297) Daghestan         | 1 września 1978         |
| (2312) Duboshin          | 1 kwietnia 1976         |
| (2323) Zverev            | 24 września 1976        |
| (2338) Bokhan            | 22 sierpnia 1977        |
| (2354) Lavrov            | 9 sierpnia 1978         |
| (2361) Gogol             | 1 kwietnia 1976         |
| (2362) Mark Twain        | 24 września 1976        |
| (2369) Chekhov           | 4 kwietnia 1976         |
| (2372) Proskurin         | 13 września 1977        |
| (2376) Martynov          | 22 sierpnia 1977        |
| (2377) Shcheglov         | 31 sierpnia 1978        |
| (2388) Gase              | 13 marca 1977           |
| (2389) Dibaj             | 19 sierpnia 1977        |
| (2394) Nadeev            | 22 września 1973        |
| (2402) Satpaev           | 31 lipca 1979           |
| (2408) Astapovich        | 31 sierpnia 1978        |
| (2416) Sharonov          | 31 lipca 1979           |
| (2420) Čiurlionis        | 3 października 1975     |
| (2426) Simonov           | 26 maja 1976            |
| (2427) Kobzar            | 20 grudnia 1976         |
| (2428) Kamenyar          | 11 września 1977        |
| (2431) Skovoroda         | 8 sierpnia 1978         |
| (2439) Ulugbek           | 21 sierpnia 1977        |
| (2450) Ioannisiani       | 1 września 1978         |
| (2458) Veniakaverin      | 11 września 1977        |
| (2473) Heyerdahl         | 12 września 1977        |
| (2476) Andersen          | 2 maja 1976             |
| (2477) Biryukov          | 14 sierpnia 1977        |
| (2492) Kutuzov           | 14 lipca 1977           |
| (2497) Kulikovskij       | 14 sierpnia 1977        |
| (2498) Tsesevich         | 23 sierpnia 1977        |
| (2506) Pirogov           | 26 sierpnia 1976        |
| (2508) Alupka            | 13 marca 1977           |
| (2509) Chukotka          | 14 lipca 1977           |
| (2520) Novorossijsk      | 26 sierpnia 1976        |
| (2529) Rockwell Kent     | 21 sierpnia 1977        |
| (2553) Viljev            | 29 marca 1979           |
| (2563) Boyarchuk         | 22 marca 1977           |
| (2564) Kayala            | 19 sierpnia 1977        |
| (2566) Kirghizia         | 29 marca 1979           |
| (2577) Litva             | 12 marca 1975           |
| (2579) Spartacus         | 14 sierpnia 1977        |
| (2580) Smilevskia        | 18 sierpnia 1977        |
| (2584) Turkmenia         | 23 marca 1979           |
| (2585) Irpedina          | 21 lipca 1979           |
| (2593) Buryatia          | 2 kwietnia 1976         |
| (2606) Odessa            | 1 kwietnia 1976         |
| (2607) Yakutia           | 14 lipca 1977           |
| (2609) Kiril-Metodi      | 9 sierpnia 1978         |
| (2610) Tuva              | 5 września 1978         |
| (2625) Jack London       | 2 maja 1976             |
| (2626) Belnika           | 8 sierpnia 1978         |
| (2627) Churyumov         | 8 sierpnia 1978         |
| (2644) Victor Jara       | 22 września 1973        |
| (2646) Abetti            | 13 marca 1977           |
| (2656) Evenkia           | 25 kwietnia 1979        |
| (2657) Bashkiria         | 23 września 1979        |
| (2668) Tataria           | 26 sierpnia 1976        |
| (2670) Chuvashia         | 14 sierpnia 1977        |
| (2671) Abkhazia          | 21 sierpnia 1977        |
| (2700) Baikonur          | 20 grudnia 1976         |
| (2701) Cherson           | 1 września 1978         |
| (2703) Rodari            | 29 marca 1979           |
| (2711) Aleksandrov       | 31 sierpnia 1978        |
| (2721) Vsekhsvyatskij    | 22 września 1973        |
| (2722) Abalakin          | 1 kwietnia 1976         |
| (2723) Gorshkov          | 31 sierpnia 1978        |
| (2724) Orlov             | 13 września 1978        |
| (2726) Kotelnikov        | 22 września 1979        |
| (2727) Paton             | 22 września 1979        |
| (2728) Yatskiv           | 22 września 1979        |
| (2734) Hašek             | 1 kwietnia 1976         |
| (2746) Hissao            | 22 września 1979        |
| (2758) Cordelia          | 1 września 1978         |
| (2769) Mendeleev         | 1 kwietnia 1976         |
| (2770) Tsvet             | 19 września 1977        |
| (2776) Baikal            | 25 września 1976        |
| (2777) Shukshin          | 24 września 1979        |
| (2783) Chernyshevskij    | 14 września 1974        |
| (2785) Sedov             | 31 sierpnia 1978        |
| (2786) Grinevia          | 6 września 1978         |
| (2787) Tovarishch        | 13 września 1978        |
| (2792) Ponomarev         | 13 marca 1977           |
| (2793) Valdaj            | 19 sierpnia 1977        |
| (2794) Kulik             | 8 sierpnia 1978         |
| (2809) Vernadskij        | 31 sierpnia 1978        |
| (2810) Lev Tolstoj       | 13 września 1978        |
| (2832) Lada              | 6 marca 1975            |
| (2833) Radishchev        | 9 sierpnia 1978         |
| (2836) Sobolev           | 22 grudnia 1978         |
| (2849) Shklovskij        | 1 kwietnia 1976         |
| (2859) Paganini          | 5 września 1978         |
| (2862) Vavilov           | 15 maja 1977            |
| (2867) Šteins            | 4 listopada 1969        |
| (2869) Nepryadva         | 7 września 1980         |
| (2883) Barabashov        | 13 września 1978        |
| (2887) Krinov            | 22 sierpnia 1977        |
| (2910) Yoshkar-Ola       | 11 października 1980    |
| (2915) Moskvina          | 22 sierpnia 1977        |
| (2916) Voronveliya       | 8 sierpnia 1978         |
| (2922) Dikan'ka          | 1 kwietnia 1976         |
| (2951) Perepadin         | 13 września 1977        |
| (2952) Lilliputia        | 22 września 1979        |
| (2953) Vysheslavia       | 24 września 1979        |
| (2966) Korsunia          | 13 marca 1977           |
| (2967) Vladisvyat        | 19 września 1977        |
| (2968) Iliya             | 31 sierpnia 1978        |
| (2969) Mikula            | 5 września 1978         |
| (2983) Poltava           | 2 września 1981         |
| (2995) Taratuta          | 31 sierpnia 1978        |
| (3006) Livadia           | 24 września 1979        |
| (3009) Coventry          | 22 września 1973        |
| (3012) Minsk             | 27 sierpnia 1979        |
| (3013) Dobrovoleva       | 23 września 1979        |
| (3027) Shavarsh          | 8 sierpnia 1978         |
| (3038) Bernes            | 31 sierpnia 1978        |
| (3053) Dresden           | 18 sierpnia 1977        |
| (3054) Strugatskia       | 11 września 1977        |
| (3072) Vilnius           | 5 września 1978         |
| (3073) Kursk             | 24 września 1979        |
| (3084) Kondratyuk        | 19 sierpnia 1977        |
| (3094) Chukokkala        | 23 marca 1979           |
| (3100) Zimmerman         | 13 marca 1977           |
| (3112) Velimir           | 22 sierpnia 1977        |
| (3113) Chizhevskij       | 1 września 1978         |
| (3120) Dangrania         | 14 września 1979        |
| (3128) Obruchev          | 23 marca 1979           |
| (3148) Grechko           | 24 września 1979        |
| (3158) Anga              | 24 września 1976        |
| (3170) Dzhanibekov       | 24 września 1979        |
| (3186) Manuilova         | 22 września 1973        |
| (3189) Penza             | 13 września 1978        |
| (3191) Svanetia          | 22 września 1979        |
| (3195) Fedchenko         | 8 sierpnia 1978         |
| (3196) Maklaj            | 1 września 1978         |
| (3204) Lindgren          | 1 września 1978         |
| (3213) Smolensk          | 14 lipca 1977           |
| (3224) Irkutsk           | 11 września 1977        |
| (3230) Vampilov          | 8 czerwca 1972          |
| (3233) Krišbarons        | 9 września 1977         |
| (3234) Hergiani          | 31 sierpnia 1978        |
| (3238) Timresovia        | 8 listopada 1975        |
| (3242) Bakhchisaraj      | 22 września 1979        |
| (3246) Bidstrup          | 1 kwietnia 1976         |
| (3261) Tvardovskij       | 22 września 1979        |
| (3283) Skorina           | 27 sierpnia 1979        |
| (3298) Massandra         | 21 lipca 1979           |
| (3302) Schliemann        | 11 września 1977        |
| (3306) Byron             | 24 września 1979        |
| (3311) Podobed           | 26 sierpnia 1976        |
| (3323) Turgenev          | 22 września 1979        |
| (3348) Pokryshkin        | 6 marca 1978            |
| (3349) Manas             | 23 marca 1979           |
| (3358) Anikushin         | 1 września 1978         |
| (3359) Purcari           | 13 września 1978        |
| (3372) Bratijchuk        | 24 września 1976        |
| (3373) Koktebelia        | 31 sierpnia 1978        |
| (3385) Bronnina          | 24 września 1979        |
| (3399) Kobzon            | 22 września 1979        |
| (3408) Shalamov          | 18 sierpnia 1977        |
| (3409) Abramov           | 9 września 1977         |
| (3436) Ibadinov          | 24 września 1976        |
| (3444) Stepanian         | 7 września 1980         |
| (3448) Narbut            | 22 sierpnia 1977        |
| (3461) Mandelshtam       | 18 września 1977        |
| (3466) Ritina            | 6 marca 1975            |
| (3470) Yaronika          | 6 marca 1975            |
| (3471) Amelin            | 21 sierpnia 1977        |
| (3493) Stepanov          | 3 kwietnia 1976         |
| (3504) Kholshevnikov     | 3 września 1981         |
| (3517) Tatianicheva      | 24 września 1976        |
| (3518) Florena           | 18 sierpnia 1977        |
| (3535) Ditte             | 24 września 1979        |
| (3544) Borodino          | 7 września 1977         |
| (3557) Sokolsky          | 19 sierpnia 1977        |
| (3575) Anyuta            | 26 lutego 1984          |
| (3576) Galina            | 26 lutego 1984          |
| (3591) Vladimirskij      | 31 sierpnia 1978        |
| (3599) Basov             | 8 sierpnia 1978         |
| (3601) Velikhov          | 22 września 1979        |
| (3618) Kuprin            | 20 sierpnia 1979        |
| (3632) Grachevka         | 24 września 1976        |
| (3653) Klimishin         | 25 kwietnia 1979        |
| (3656) Hemingway         | 31 sierpnia 1978        |
| (3660) Lazarev           | 31 sierpnia 1978        |
| (3661) Dolmatovskij      | 16 października 1979    |
| (3710) Bogoslovskij      | 13 września 1978        |
| (3723) Voznesenskij      | 1 kwietnia 1976         |
| (3738) Ots               | 19 sierpnia 1977        |
| (3739) Rem               | 8 września 1977         |
| (3762) Amaravella        | 26 sierpnia 1976        |
| (3787) Aivazovskij       | 11 września 1977        |
| (3799) Novgorod          | 22 września 1979        |
| (3816) Chugainov         | 8 listopada 1975        |
| (3818) Gorlitsa          | 20 sierpnia 1979        |
| (3835) Korolenko         | 23 września 1977        |
| (3836) Lem               | 22 września 1979        |
| (3839) Bogaevskij        | 26 lipca 1971           |
| (3845) Neyachenko        | 22 września 1979        |
| (3856) Lutskij           | 26 sierpnia 1976        |
| (3883) Verbano           | 7 września 1972         |
| (3884) Alferov           | 13 marca 1977           |
| (3885) Bogorodskij       | 25 kwietnia 1979        |
| (3886) Shcherbakovia     | 3 września 1981         |
| (3923) Radzievskij       | 24 września 1976        |
| (3942) Churivannia       | 11 września 1977        |
| (3945) Gerasimenko       | 14 sierpnia 1982        |
| (3965) Konopleva         | 8 listopada 1975        |
| (3966) Cherednichenko    | 24 września 1976        |
| (3986) Rozhkovskij       | 19 września 1985        |
| (4009) Drobyshevskij     | 13 marca 1977           |
| (4010) Nikol'skij        | 21 sierpnia 1977        |
| (4011) Bakharev          | 28 września 1978        |
| (4013) Ogiria            | 21 lipca 1979           |
| (4014) Heizman           | 28 września 1979        |
| (4067) Mikhel'son        | 11 października 1966    |
| (4074) Sharkov           | 22 października 1981    |
| (4115) Peternorton       | 29 sierpnia 1982        |
| (4141) Nintanlena        | 8 sierpnia 1978         |
| (4165) Didkovskij        | 1 kwietnia 1976         |
| (4187) Shulnazaria       | 11 kwietnia 1978        |
| (4188) Kitezh            | 25 kwietnia 1979        |
| (4189) Sayany            | 22 września 1979        |
| (4233) Pal'chikov        | 11 września 1977        |
| (4234) Evtushenko        | 6 maja 1978             |
| (4236) Lidov             | 23 marca 1979           |
| (4237) Raushenbakh       | 24 września 1979        |
| (4271) Novosibirsk       | 3 kwietnia 1976         |
| (4274) Karamanov         | 6 września 1980         |
| (4280) Simonenko         | 13 sierpnia 1985        |
| (4306) Dunaevskij        | 24 września 1976        |
| (4308) Magarach          | 9 sierpnia 1978         |
| (4315) Pronik            | 24 września 1979        |
| (4316) Babinkova         | 14 października 1979    |
| (4389) Durbin            | 1 kwietnia 1976         |
| (4391) Balodis           | 21 sierpnia 1977        |
| (4392) Agita             | 13 września 1978        |
| (4428) Khotinok          | 18 września 1977        |
| (4429) Chinmoy           | 12 września 1978        |
| (4464) Vulcano           | 11 października 1966    |
| (4468) Pogrebetskij      | 24 września 1976        |
| (4470) Sergeev-Censkij   | 31 sierpnia 1978        |
| (4472) Navashin          | 15 października 1980    |
| (4480) Nikitibotania     | 24 sierpnia 1985        |
| (4515) Khrennikov        | 28 września 1973        |
| (4516) Pugovkin          | 28 września 1973        |
| (4518) Raikin            | 1 kwietnia 1976         |
| (4519) Voronezh          | 18 grudnia 1976         |
| (4520) Dovzhenko         | 22 sierpnia 1977        |
| (4521) Akimov            | 29 marca 1979           |
| (4534) Rimskij-Korsakov  | 6 sierpnia 1986         |
| (4561) Lemeshev          | 13 września 1978        |
| (4592) Alkissia          | 24 września 1979        |
| (4618) Shakhovskoj       | 12 września 1977        |
| (4619) Polyakhova        | 11 września 1977        |
| (4621) Tambov            | 27 sierpnia 1979        |
| (4653) Tommaso           | 1 kwietnia 1976         |
| (4654) Gor'kavyj         | 11 września 1977        |
| (4655) Marjoriika        | 1 września 1978         |
| (4657) Lopez             | 22 września 1979        |
| (4658) Gavrilov          | 24 września 1979        |
| (4683) Veratar           | 1 kwietnia 1976         |
| (4685) Karetnikov        | 27 września 1978        |
| (4686) Maisica           | 22 września 1979        |
| (4687) Brunsandrej       | 24 września 1979        |
| (4728) Lyapidevskij      | 11 listopada 1979       |
| (4737) Kiladze           | 24 sierpnia 1985        |
| (4777) Aksenov           | 24 września 1976        |
| (4780) Polina            | 25 kwietnia 1979        |
| (4786) Tatianina         | 13 sierpnia 1985        |
| (4813) Terebizh          | 11 września 1977        |
| (4814) Casacci           | 1 września 1978         |
| (4852) Pamjones          | 15 maja 1977            |
| (4882) Divari            | 21 sierpnia 1977        |
| (4883) Korolirina        | 5 września 1978         |
| (4884) Bragaria          | 21 lipca 1979           |
| (4920) Gromov            | 8 sierpnia 1978         |
| (4935) Maslachkova       | 13 sierpnia 1985        |
| (4964) Kourovka          | 21 lipca 1979           |
| (4982) Bartini           | 14 sierpnia 1977        |
| (4983) Schroeteria       | 11 września 1977        |
| (4986) Osipovia          | 23 września 1979        |
| (5016) Migirenko         | 2 kwietnia 1976         |
| (5044) Shestaka          | 18 sierpnia 1977        |
| (5083) Irinara           | 13 marca 1977           |
| (5084) Gnedin            | 26 marca 1977           |
| (5085) Hippocrene        | 14 lipca 1977           |
| (5086) Demin             | 5 września 1978         |
| (5087) Emel'yanov        | 12 września 1978        |
| (5219) Zemka             | 2 kwietnia 1976         |
| (5220) Vika              | 23 września 1979        |
| (5222) Ioffe             | 11 października 1980    |
| (5245) Maslyakov         | 1 kwietnia 1976         |
| (5252) Vikrymov          | 13 sierpnia 1985        |
| (5269) Paustovskij       | 28 września 1978        |
| (5302) Romanoserra       | 18 grudnia 1976         |
| (5303) Parijskij         | 3 października 1978     |
| (5314) Wilkickia         | 20 września 1982        |
| (5319) Petrovskaya       | 15 września 1985        |
| (5343) Ryzhov            | 23 września 1977        |
| (5344) Ryabov            | 1 września 1978         |
| (5360) Rozhdestvenskij   | 8 listopada 1975        |
| (5411) Liia              | 2 stycznia 1973         |
| (5413) Smyslov           | 13 marca 1977           |
| (5414) Sokolov           | 11 września 1977        |
| (5415) Lyanzuridi        | 3 października 1978     |
| (5455) Surkov            | 13 września 1978        |
| (5456) Merman            | 25 kwietnia 1979        |
| (5458) Aizman            | 10 października 1980    |
| (5543) Sharaf            | 3 października 1978     |
| (5570) Kirsan            | 4 kwietnia 1976         |
| (5614) Yakovlev          | 11 listopada 1979       |
| (5661) Hildebrand        | 14 sierpnia 1977        |
| (5707) Shevchenko        | 2 kwietnia 1976         |
| (5714) Krasinsky         | 14 sierpnia 1982        |
| (5794) Irmina            | 24 września 1976        |
| (5839) GOI               | 21 września 1974        |
| (5859) Ostozhenka        | 23 marca 1979           |
| (5887) Yauza             | 24 września 1976        |
| (5889) Mickiewicz        | 31 marca 1979           |
| (5931) Zhvanetskij       | 1 kwietnia 1976         |
| (5932) Prutkov           | 1 kwietnia 1976         |
| (5933) Kemurdzhian       | 26 sierpnia 1976        |
| (5935) Ostankino         | 13 marca 1977           |
| (5936) Khadzhinov        | 29 marca 1979           |
| (5988) Gorodnitskij      | 1 kwietnia 1976         |
| (5989) Sorin             | 26 sierpnia 1976        |
| (5990) Panticapaeon      | 9 marca 1977            |
| (5991) Ivavladis         | 25 kwietnia 1979        |
| (6075) Zajtsev           | 1 kwietnia 1976         |
| (6164) Gerhardmüller     | 9 września 1977         |
| (6165) Frolova           | 8 sierpnia 1978         |
| (6167) Narmanskij        | 27 sierpnia 1979        |
| (6219) Demalia           | 8 sierpnia 1978         |
| (6232) Zubitskia         | 19 września 1985        |
| (6262) Javid             | 1 września 1978         |
| (6356) Tairov            | 26 sierpnia 1976        |
| (6357) Glushko           | 24 września 1976        |
| (6358) Chertok           | 13 stycznia 1977        |
| (6359) Dubinin           | 13 stycznia 1977        |
| (6467) Prilepina         | 14 października 1979    |
| (6536) Vysochinska       | 14 lipca 1977           |
| (6537) Adamovich         | 19 sierpnia 1979        |
| (6574) Gvishiani         | 26 sierpnia 1976        |
| (6575) Slavov            | 8 sierpnia 1978         |
| (6576) Kievtech          | 5 września 1978         |
| (6589) Jankovich         | 19 września 1985        |
| (6622) Matvienko         | 5 września 1978         |
| (6683) Karachentsov      | 1 kwietnia 1976         |
| (6684) Volodshevchenko   | 19 sierpnia 1977        |
| (6685) Boitsov           | 31 sierpnia 1978        |
| (6753) Fursenko          | 14 września 1974        |
| (6811) Kashcheev         | 26 sierpnia 1976        |
| (6845) Mansurova         | 2 maja 1976             |
| (7002) Bronshten         | 26 lipca 1971           |
| (7003) Zoyamironova      | 25 września 1976        |
| (7008) Pavlov            | 23 sierpnia 1985        |
| (7046) Reshetnev         | 20 sierpnia 1977        |
| (7073) Rudbelia          | 11 września 1972        |
| (7074) Muckea            | 10 września 1977        |
| (7075) Sadovnichij       | 24 września 1979        |
| (7106) Kondakov          | 8 sierpnia 1978         |
| (7108) Nefedov           | 2 września 1981         |
| (7216) Ishkov            | 21 sierpnia 1977        |
| (7271) Doroguntsov       | 22 września 1979        |
| (7319) Katterfeld        | 24 września 1976        |
| (7322) Lavrentina        | 22 września 1979        |
| (7323) Robersomma        | 22 września 1979        |
| (7373) Stashis           | 27 sierpnia 1979        |
| (7385) Aktsynovia        | 22 października 1981    |
| (7394) Xanthomalitia     | 18 sierpnia 1985        |
| (7451) Verbitskaya       | 8 sierpnia 1978         |
| (7452) Izabelyuria       | 31 sierpnia 1978        |
| (7453) Slovtsov          | 5 września 1978         |
| (7509) Gamzatov          | 9 marca 1977            |
| (7628) Evgenifedorov     | 19 sierpnia 1977        |
| (7629) Foros             | 19 sierpnia 1977        |
| (7725) Sel'vinskij       | 11 września 1972        |
| (7727) Chepurova         | 8 marca 1975            |
| (7729) Golovanov         | 24 sierpnia 1977        |
| (7910) Aleksola          | 1 kwietnia 1976         |
| (7912) Lapovok           | 8 sierpnia 1978         |
| (7924) Simbirsk          | 6 sierpnia 1986         |
| (7976) Pinigin           | 21 sierpnia 1977        |
| (7980) Senkevich         | 3 października 1978     |
| (8062) Okhotsymskij      | 13 marca 1977           |
| (8064) Lisitsa           | 1 września 1978         |
| (8065) Nakhodkin         | 31 marca 1979           |
| (8141) Nikolaev          | 20 września 1982        |
| (8150) Kaluga            | 24 sierpnia 1985        |
| (8246) Kotov             | 20 sierpnia 1979        |
| (8248) Gurzuf            | 14 października 1979    |
| (8321) Akim              | 13 marca 1977           |
| (8322) Kononovich        | 5 września 1978         |
| (8339) Kosovichia        | 15 września 1985        |
| (8446) Tazieff           | 28 września 1973        |
| (8449) Maslovets         | 13 marca 1977           |
| (8450) Egorov            | 19 sierpnia 1977        |
| (8451) Gaidai            | 11 września 1977        |
| (8470) Dudinskaya        | 17 września 1982        |
| (8475) Vsevoivanov       | 13 sierpnia 1985        |
| (8609) Shuvalov          | 22 sierpnia 1977        |
| (8635) Yuriosipov        | 13 sierpnia 1985        |
| (8781) Yurka             | 1 kwietnia 1976         |
| (8783) Gopasyuk          | 13 marca 1977           |
| (8785) Boltwood          | 5 września 1978         |
| (8805) Petrpetrov        | 22 października 1981    |
| (8806) Fetisov           | 22 października 1981    |
| (8983) Rayakazakova      | 13 marca 1977           |
| (8984) Derevyanko        | 22 sierpnia 1977        |
| (8985) Tula              | 9 sierpnia 1978         |
| (9145) Shustov           | 1 kwietnia 1976         |
| (9148) Boriszaitsev      | 13 marca 1977           |
| (9155) Verkhodanov       | 18 września 1982        |
| (9263) Khariton          | 24 września 1976        |
| (9535) Plitchenko        | 22 października 1981    |
| (9549) Akplatonov        | 19 września 1985        |
| (9717) Lyudvasilia       | 24 września 1976        |
| (9733) Valtikhonov       | 19 września 1985        |
| (9915) Potanin           | 8 września 1977         |
| (9916) Kibirev           | 3 października 1978     |
| (9932) Kopylov           | 23 sierpnia 1985        |
| (9933) Alekseev          | 19 września 1985        |
| (10005) Chernega         | 24 września 1976        |
| (10010) Rudruna          | 9 sierpnia 1978         |
| (10011) Avidzba          | 31 sierpnia 1978        |
| (10012) Tmutarakania     | 3 września 1978         |
| (10022) Zubov            | 22 września 1979        |
| (10263) Vadimsimona      | 24 września 1976        |
| (10264) Marov            | 8 sierpnia 1978         |
| (10269) Tusi             | 24 września 1979        |
| (10452) Zuev             | 25 września 1976        |
| (10456) Anechka          | 8 sierpnia 1978         |
| (10457) Suminov          | 31 sierpnia 1978        |
| (10481) Esipov           | 23 sierpnia 1982        |
| (10670) Seminozhenko     | 14 sierpnia 1977        |
| (10671) Mazurova         | 11 września 1977        |
| (10672) Kostyukova       | 31 sierpnia 1978        |
| (10681) Khture           | 14 października 1979    |
| (10718) Samus'           | 23 sierpnia 1985        |
| (10990) Okunev           | 28 września 1973        |
| (10991) Dulov            | 14 września 1974        |
| (11003) Andronov         | 14 października 1979    |
| (11011) KIAM             | 22 października 1981    |
| (11015) Romanenko        | 17 września 1982        |
| (11257) Rodionta         | 3 października 1978     |
| (11264) Claudiomaccone   | 16 października 1979    |
| (11444) Peshekhonov      | 31 sierpnia 1978        |
| (11785) Migaic           | 2 stycznia 1973         |
| (11786) Bakhchivandji    | 19 sierpnia 1977        |
| (11787) Baumanka         | 19 sierpnia 1977        |
| (11788) Nauchnyj         | 21 sierpnia 1977        |
| (11790) Goode            | 1 września 1978         |
| (12185) Gasprinskij      | 24 września 1976        |
| (12187) Lenagoryunova    | 11 września 1977        |
| (12189) Dovgyj           | 5 września 1978         |
| (12670) Passargea        | 22 września 1979        |
| (12674) Rybalka          | 7 września 1980         |
| (12975) Efremov          | 28 września 1973        |
| (12976) Kalinenkov       | 26 sierpnia 1976        |
| (13005) Stankonyukhov    | 18 września 1982        |
| (13009) Voloshchuk       | 13 sierpnia 1985        |
| (13480) Potapov          | 9 sierpnia 1978         |
| (13482) Igorfedorov      | 25 kwietnia 1979        |
| (13906) Shunda           | 20 sierpnia 1977        |
| (13922) Kremenia         | 19 września 1985        |
| (14317) Antonov          | 8 sierpnia 1978         |
| (14322) Shakura          | 22 grudnia 1978         |
| (14335) Alexosipov       | 3 września 1981         |
| (14346) Zhilyaev         | 23 sierpnia 1985        |
| (14794) Konetskiy        | 24 września 1976        |
| (15673) Chetaev          | 8 sierpnia 1978         |
| (15695) Fedorshpig       | 11 września 1985        |
| (16356) Univbalttech     | 1 kwietnia 1976         |
| (16358) Plesetsk         | 20 grudnia 1976         |
| (16407) Oiunskij         | 19 września 1985        |
| (17354) Matrosov         | 13 marca 1977           |
| (17356) Vityazev         | 9 sierpnia 1978         |
| (18301) Konyukhov        | 27 sierpnia 1979        |
| (19081) Mravinskij       | 22 września 1973        |
| (19082) Vikchernov       | 26 sierpnia 1976        |
| (19096) Leonfridman      | 14 października 1979    |
| (19915) Bochkarev        | 14 września 1974        |
| (19916) Donbass          | 26 sierpnia 1976        |
| (20963) Pisarenko        | 19 sierpnia 1977        |
| (22249) Dvorets Pionerov | 11 września 1972        |
| (22254) Vladbarmin       | 3 października 1978     |
| (23406) Kozlov           | 23 sierpnia 1977        |
| (23409) Derzhavin        | 31 sierpnia 1978        |
| (23410) Vikuznetsov      | 31 sierpnia 1978        |
| (24605) Tsykalyuk        | 8 listopada 1975        |
| (24607) Sevnatu          | 14 sierpnia 1977        |
| (24608) Alexveselkov     | 18 września 1977        |
| (24647) Maksimachev      | 23 sierpnia 1985        |
| (24648) Evpatoria        | 19 września 1985        |
| (24649) Balaklava        | 19 września 1985        |
| (26075) Levitsvet        | 8 sierpnia 1978         |
| (26793) Bolshoi          | 13 stycznia 1977        |
| (27658) Dmitrijbagalej   | 1 września 1978         |
| (29080) Astrocourier     | 1 września 1978         |
| (30722) Biblioran        | 6 września 1978         |
| (32734) Kryukov          | 1 września 1978         |
| (37530) Dancingangel     | 11 września 1977        |
| (37556) Svyaztie         | 28 sierpnia 1982        |
| (39509) Kardashev        | 22 października 1981    |
| (48410) Kolmogorov       | 23 sierpnia 1985        |
| (52231) Sitnik           | 5 września 1978         |
| (52263) 1985 QD6         | 24 sierpnia 1985        |
| (69259) Savostyanov      | 18 września 1982        |
| (73638) Likhanov         | 8 listopada 1975        |
| 1. 2. 3.                 |                         |

Nikołaj Stiepanowicz Czernych (ros. Николай Степанович Черных, ur. 6 października 1931, zm. 26 maja 2004) – radziecki, a potem rosyjski astronom.

## Życiorys
Czernych urodził się w Usmaniu (obwód woroneski). Specjalizował się w astronomii pozycyjnej (astrometrii) i dynamice małych obiektów w Układzie Słonecznym. Pracował w Krymskim Obserwatorium Astrofizycznym na Ukrainie.
Odkrył komety okresowe 74P/Smirnova-Chernykh i 101P/Chernykh. Odkrył też 537 planetoid (519 samodzielnie oraz 18 wspólnie z innymi astronomami), w tym zwłaszcza (2867) Šteins i planetoidę z grupy Trojańczyków (2207) Antenor. Współpracował ze swoją żoną Ludmiłą Czernych. Planetoida (2325) Chernykh nosi ich nazwisko.